# Auf der Couch in Tunis
Auf der Couch in Tunis ist ein Spielfilm von Manele Labidi aus dem Jahr 2019. Die deutsche Premiere war im Juli 2020.

## Handlung
Die Psychologin Selma kehrt enttäuscht  und desillusioniert aus Frankreich in ihr Heimatland Tunesien zurück, um in Ezzhara, einem Vorort von Tunis, eine Praxis für Psychotherapie zu eröffnen. Die anfängliche Skepsis gegenüber der Heimkehrerin weicht schnell einer großen Neugierde: der Redebedarf der Tunesier ist in den Jahren nach der Revolution ungestillt. Zunächst empfängt Selma ihre gesprächigen Klienten in einer kleinen Dachmansarde. Als Kunden findet sich ein skurriles Klientel bei ihr ein; dazu gehören eine überdrehte Beautysalon-Besitzerin und ein depressiver Imam und andere sympathische Gestalten einer zutiefst verunsicherten Gesellschaft im Umbruch. Zusammen mit ihrer Nichte Olfa, die eine neue, westlich orientierte tunesische Generation verkörpert, kämpft Selma gegen kafkaeske Behördenwillkür, überkommene Familienbande und auch noch den Widerstand des aufdringlichen und undurchsichtigen Polizisten Naïm an, um dann doch, wie auf wunderbare Weise ihre Träume verwirklichen zu können.

## Produktion und Veröffentlichung

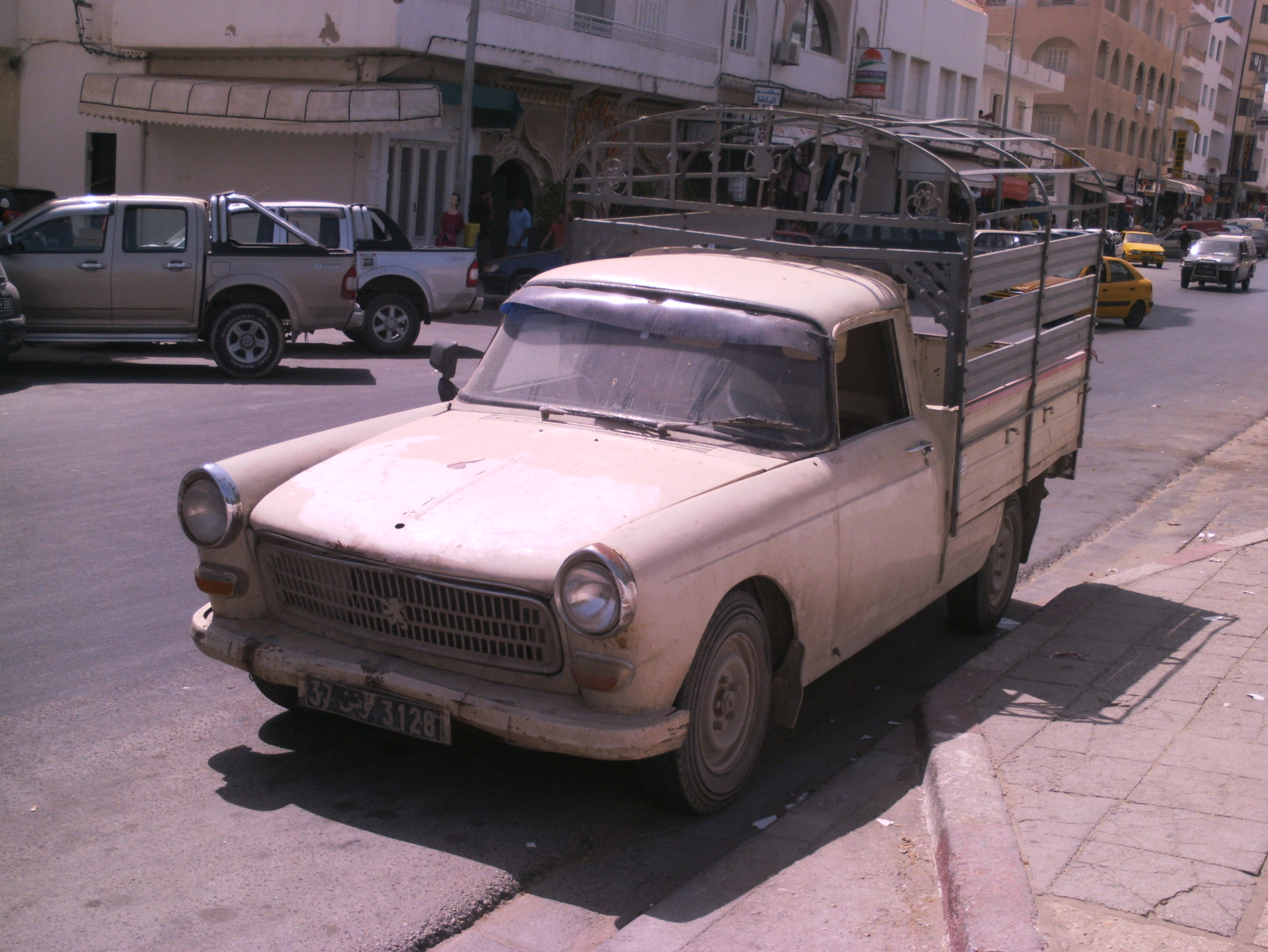
Selma fährt in dem Film einen altersschwachen Peugeot 404 Pickup

Auf der Couch in Tunis ist der erste Spielfilm der französischen Drehbuchautorin Manele Labidi (* 1982). Produziert wurde der Film von
Kazak Productions in Koproduktione mit Arte France. Die Filmaufnahmen fanden in Tunis und in Radès statt. Die Filmmusik komponierte Flemming Nordkrog. Die beiden Lieder „Città vuota“ und „Io Sono Quel Che Sono“ singt die italienische Pop-Sängerin Mina.
Die Uraufführung des Films war am 4. September 2019 während der Giornate degli Autori (Venice Days) in Venedig, wo er den Venice Days Audience Award gewann. Im selben Monat wurde der Film auf dem Toronto International Film Festival vorgestellt. In Deutschland kam der Film ab dem 30. Juli 2020 in die Kinos.
2020 veröffentlichte das Label Prokino eine DVD in deutscher und französischer Sprache.

## Synchronisation
- Golshifteh Farahani: Sanam Afrashteh
- Majd Mastoura: Julian Manuel
- Feriel Chammari: Claudia Urbschat-Mingues
- Ramla Ayari: Christine Stichler
- Hichem Yacoubi: Jakob Riedl
- Aïsha Ben Miled: Malika Bayerwaltes
- Najoua Zouhair: Eva-Maria Reichert
- Jamel Sassi: Markus Pfeiffer
- Moncef Ajengui: Tayfun Bademsoy
- Rim Hamrouni: Katharina Friedl
- Dalila Meftahi: Kathrin Simon

## Kritiken
Der Filmdienst schreibt:

„Eine junge Psychoanalytikerin kehrt aus Paris in ihr Heimatland Tunesien zurück und will auf dem Dach ihres Hauses eine Praxis eröffnen. Zwar findet sie schnell Patienten, doch legen ihr die tunesische Bürokratie und die Polizei allerhand Steine bei ihrem Vorhaben in den Weg. Ebenso unterhaltsame wie tiefsinnige Komödie über die Schwierigkeiten einer Rückkehr zu den eigenen Wurzeln und einen Zusammenstoß der Kulturen. Neben der vielschichtig angelegten Protagonistin geht es dabei auch um die Bestandsaufnahme eines Landes rund zehn Jahre nach dem Arabischen Frühling.“

Die SZ zieht einen anderen Vergleich:

„Die Ausgangssituation auf Selmas Couch erinnert ein wenig an eine sehr komische russische Satiresammlung aus Zeiten der Perestroika, die "Müssen wir jetzt immer machen, was wir wollen?" hieß. Ganz so beißend ist "Auf der Couch in Tunis" aber nicht - wenn Labidi über Tunesien witzelt, ist sie vorsichtig, denn letztlich ist sie selbst aus Paris; das Element der Selbstironie fehlt. Labidi nähert sich dem Land mit Wohlwollen, fast ein bisschen, als wäre sie selbst eine Therapeutin, die versucht, ihren Patienten zu verstehen. Ihre Heldin lässt sie jedenfalls herausfinden, dass alles ganz anders ist als vermutet: Sie dachte, sie käme, um etwas zu verändern und zu reparieren - aber es ist die Stadt Tunis, die sie verändert. Geheilt wird sie dann vielleicht auch nicht sein, aber im Reinen mit sich selbst.“